# Nemoscolus cotti
Nemoscolus cotti är en spindelart som beskrevs av Roger de Lessert 1933. Nemoscolus cotti ingår i släktet Nemoscolus och familjen hjulspindlar.
Artens utbredningsområde är Moçambique. Inga underarter finns listade i Catalogue of Life.